# Enallagma aspersum
Enallagma aspersum – gatunek ważki z rodziny łątkowatych (Coenagrionidae). Występuje na terenie Ameryki Północnej.